# Bukit Cangang Kayu Ramang
Bukit Cangang Kayu Ramang is een bestuurslaag in het regentschap Bukittinggi van de provincie West-Sumatra, Indonesië. Bukit Cangang Kayu Ramang telt 2344 inwoners (volkstelling 2010).